# Малеев, Валерий Геннадьевич
Вале́рий Геннадьевич Мале́ев (род. 28 мая 1964, село Каменка, Боханский район, Усть-Ордынский Бурятский национальный округ, Иркутская область, РСФСР, СССР) — глава администрации Усть-Ордынского Бурятского АО с 1996 по 2007 год.

## Биография
Родился 28 мая 1964 года в селе Каменка (ныне Боханского района Иркутской области).

### Образование и трудовая деятельность
Окончил факультет охотоведения (1986) и зооинженерный факультет (1993) Иркутского сельскохозяйственного института, в 1995 году — Иркутскую государственную экономическую академию, кандидат биологических наук.
Трудовую деятельность начал в агропромышленном комплексе Иркутской области: был рабочим в совхозе, бригадиром, управляющим отделением, главным зоотехником, заместителем директора, с ноября 1991 года — директором совхоза «Каменский» Боханского района Усть-Ордынского Бурятского АО.

### Политическая деятельность
С 1994 по 1996 год — депутат Думы Усть-Ордынского Бурятского АО. В 1995 году баллотировался в депутаты Государственной Думы РФ второго созыва по Усть-Ордынскому Бурятскому одномандатному избирательному округу # 220, но уступил Сергею Босхолову, набрав 30,8 % голосов.
В 1996 году был избран главой администрации Усть-Ордынского Бурятского АО. С 1996 по декабрь 2000 года по должности входил в Совет Федерации, являлся членом Комитета по международным делам. 19 ноября 2000 года вновь был избран главой администрации округа, на выборах набрал 53,67 % голосов избирателей, участвовавших в голосовании.
14 ноября 2004 года был избран главой администрации округа на третий срок. 8 октября 2006 года был избран депутатом Государственной Думы РФ четвертого созыва на дополнительных выборах по округу № 220 Усть-Ордынского Бурятского округа от «Единой России», был членом фракции «Единая Россия», заместителем председателя Комитета по делам Содружества Независимых Государств и связям с соотечественниками.
Избирался членом Политсовета Всероссийского общественно-политического движения НДР, секретарём, первым заместителем секретаря политсовета Усть-Ордынского Бурятского регионального отделения политической партии «Единая Россия», 13 октября 2006 года, после объединения Иркутской области и Усть-Ордынского Бурятского АО был избран членом Политсовета Иркутского регионального отделения партии «Единая Россия».
2 декабря 2007 года избран депутатом Государственной Думы РФ пятого созыва в составе федерального списка кандидатов, выдвинутого «Единой Россией». Является заместителем председателя Комитета ГД по Регламенту и организации работы Государственной Думы и членом Счётной комиссии ГД.

## Награды
- Орден «За заслуги перед Отечеством» IV степени
- Орден Дружбы (2000) — за большой вклад в социально-экономическое развитие округа, укрепление дружбы и сотрудничества между народами[1]
- Почётный гражданин Усть-Ордынского Бурятского автономного округа

## Семья
Женат, имеет троих сыновей.